# Payette
Payette és una població dels Estats Units a l'estat d'Idaho. Segons el cens del 2000 tenia 7.054 habitants.

## Demografia
Segons el cens del 2000, Payette tenia 7.054 habitants, 2.619 habitatges, i 1.841 famílies. La densitat de població era de 805,8 habitants/km².
Dels 2.619 habitatges en un 37% hi vivien nens de menys de 18 anys, en un 54,4% hi vivien parelles casades, en un 11,3% dones solteres, i en un 29,7% no eren unitats familiars. En el 25,8% dels habitatges hi vivien persones soles l'11,1% de les quals corresponia a persones de 65 anys o més que vivien soles. El nombre mitjà de persones vivint en cada habitatge era de 2,66 i el nombre mitjà de persones que vivien en cada família era de 3,2.
Per edats la població es repartia de la següent manera: un 30,7% tenia menys de 18 anys, un 9% entre 18 i 24, un 27,2% entre 25 i 44, un 19,2% de 45 a 60 i un 13,9% 65 anys o més.
L'edat mediana era de 32 anys. Per cada 100 dones de 18 o més anys hi havia 91,4 homes.
La renda mediana per habitatge era de 29.375 $ i la renda mediana per família de 36.944 $. Els homes tenien una renda mediana de 28.762 $ mentre que les dones 19.781 $. La renda per capita de la població era de 13.826 $. Aproximadament l'11,4% de les famílies i el 15,2% de la població estaven per davall del llindar de pobresa.

## Poblacions més properes
El següent diagrama mostra les poblacions més properes.